# Buildbase
Buildbase là một nhà buôn trong lĩnh xây dựng với hơn 290 chi nhánh tại Vương quốc Anh và là một phần của tập đoàn Grafton Group. Nó hoạt động một công cụ chuyên dụng, nhà máy và thiết bị cho thuê tên là Hirebase, và là thành viên của Liên đoàn nhà buôn trong lĩnh vực xây dựng (BMF). Trụ sở chính của nó là ở Oxford.
Công ty là nhà tài trợ chính của Oxford United trong chín mùa giải, lên đến đỉnh điểm trong việc thăng hạng của câu lạc bộ trở lại English Football League, và đến năm 2015, đã tài trợ cho đội đua đường cao tốc Coventry Bees trong vài mùa. Các tài trợ khác bao gồm đội Buildbase BMW Motorrad trong Giải vô địch Superbike Anh, trước đây là nhóm Kawasaki, và tay đua TT Michael Dunlop.
Vào thứ Hai ngày 15 tháng 6 năm 2015, Tividale Football & Social Club đã thông báo rằng Buildbase sẽ trở thành nhà tài trợ cho đến mùa hè năm 2017. Tividale chơi bóng đá tại giải Ngoại hạng Bắc EVO-STIK, Division One South và đứng thứ 8 trong chiến dịch 2014 đến năm 2015.
Vào ngày 16 tháng 8 năm 2016, Hiệp hội bóng đá Anh đã thông báo rằng Buildbase sẽ là nhà tài trợ chính cho mùa giải 2016-2017 FA Trophy và FA Vase. Trận chung kết của các cuộc thi này được tổ chức tại Sân vận động Wembley.